# Skylten

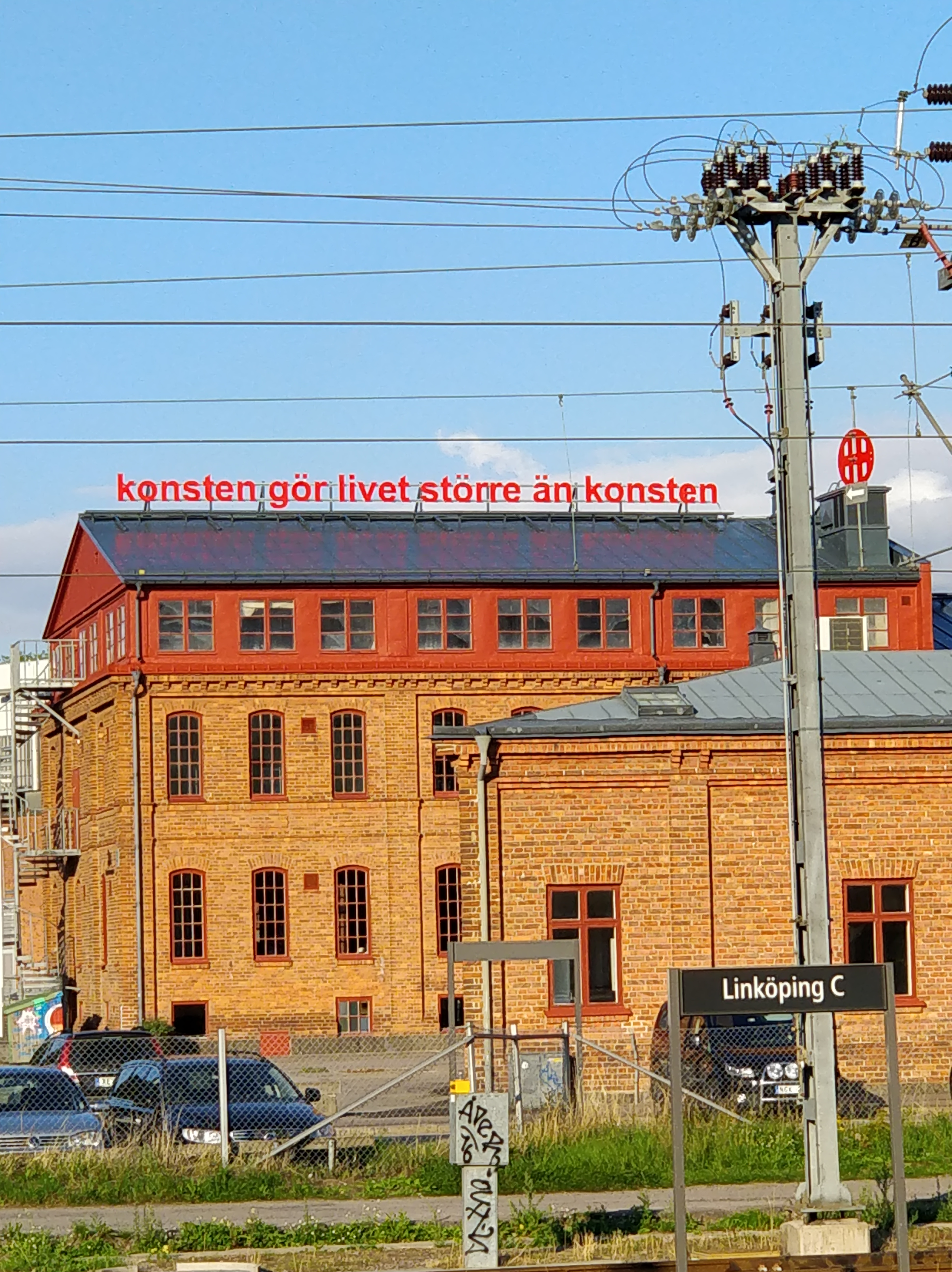
Skylten sedd från Linköpings resecentrum.

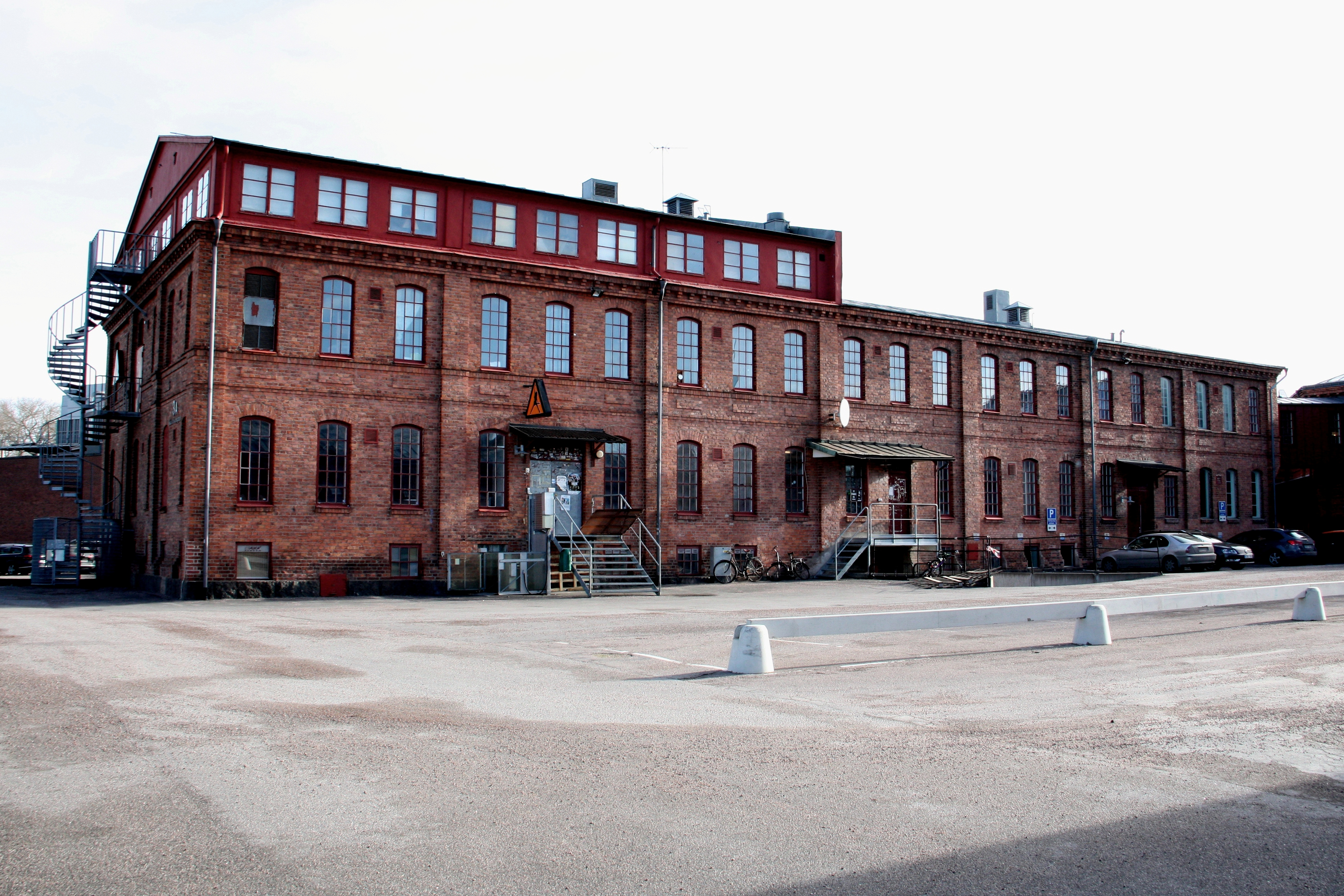
Skylten 2014, före renoveringen

Skylten är ett kulturhus i Linköping, beläget på Södra Oskarsgatan i det gamla industrikvarteret Gjuteriet öster om Linköpings centralstation. Huset ägs av Mannersons fastigheter och verksamheten drivs genom kultur- och fritidsnämnden i Linköpings kommun.

## Fastighetens historia
Fastigheten uppfördes 1889 av byggmästare Oscar Nylander efter ritningar av Janne Lundin och inhyste ursprungligen Linköpings Träförädling, som dock gick i konkurs 1892. Fabriken övertogs 1895 av grosshandlaren Heinrich Sackmann i Stockholm som återupptog produktionen. I huset tillverkades bland annat möbler, urfodral och tillbehör till symaskiner, som Sackmann importerade från Tyskland. Vid sekelskiftet 1900 hade fabriken cirka 175 anställda. 1922 flyttade Svenska Maskinskylten in i huset där de bedrev tillverkning fram till 1980-talet.
Namnet kommer från Svenska Maskinskyltens fabrik som tidigare fanns i huset. De gamla fabrikslokalerna gjordes om till musikhus i mitten av 1980-talet på initiativ av rockföreningen Rock d'amours. Genom åren har föreningar och studieförbund haft repetitionslokaler och arrangerat konserter i huset. Bland annat har Linköpingsartister som Lars Winnerbäck och Louise Hoffsten haft sina repetitionslokaler där. Huset inhyser även ateljéer tillhörande konstnärer från Konstnärsföreningen Alka.
Mellan 2008 och 2013 bedrev studieförbundet Sensus musikverksamhet i huset på uppdrag av kultur- och fritidsnämnden. Efter en renovering togs musikverksamheten över av Studiefrämjandet året därpå. I december 2017 stängdes huset för en totalrenovering och öppnades på nytt i september 2018 i form av ett kulturcenter.
I samband med renoveringen 2017–2018 tillkom ett konstverk av Gunilla Samberg på Skyltens tak bestående av texten "Konsten gör livet större än konsten", vilket ursprungligen är ett citat av Robert Filliou.
I september 2023 såldes fastigheten, som en del i kvarteret Gjuteriet, av Linköpings kommun som sedan 2011 låtit det kommunala bolaget Sankt kors förvalta den till fastighetsbolaget Mannersons fastigheter.